# Elenco

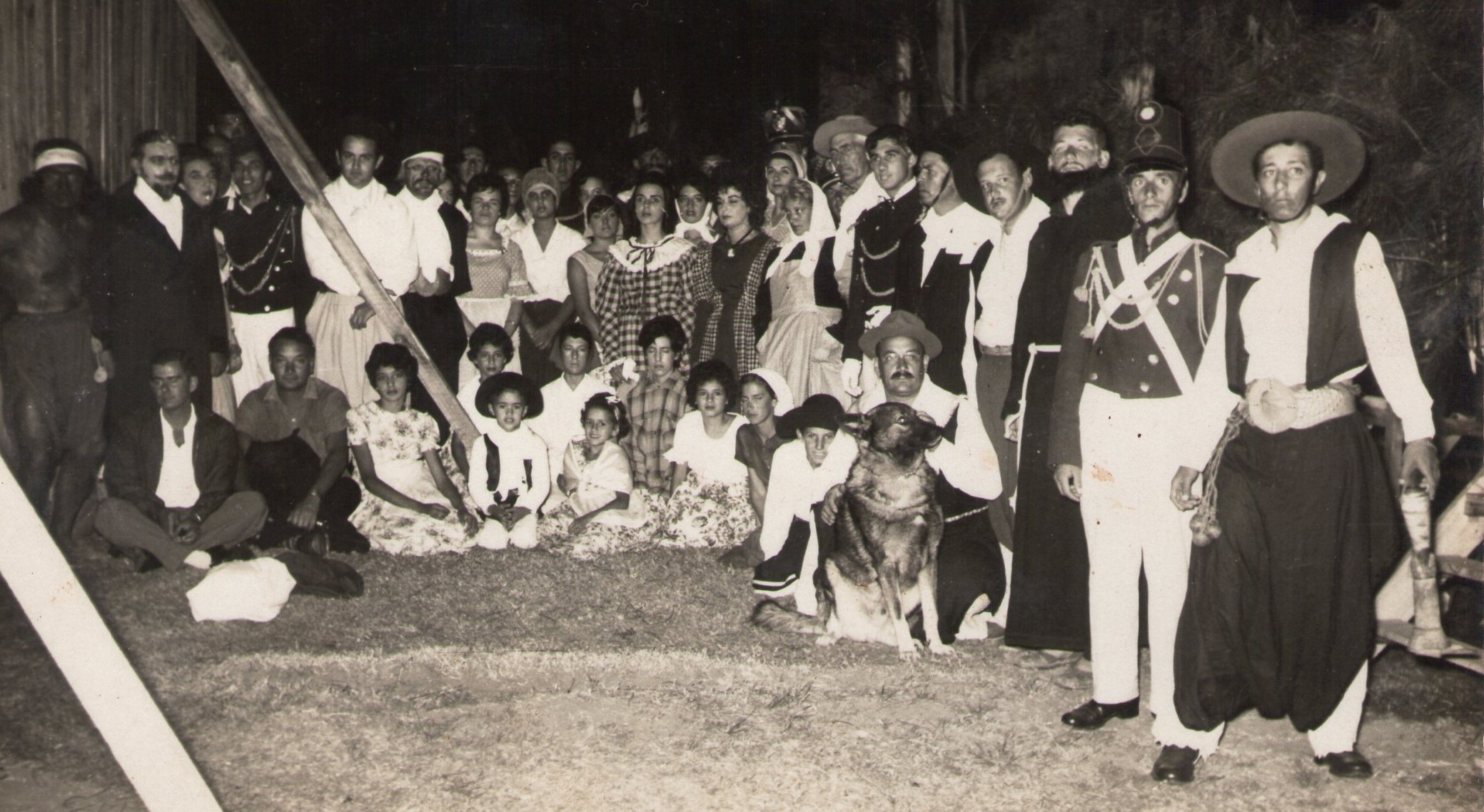
Fotografía del elenco de la obra 1810, en homenaje al héroe nacional de Uruguay, José Gervasio Artigas, escenificada en la Torre del Vigía de Maldonado en 1962. Obsérvese la presencia de un mastín, incluido en el reparto.

El elenco o reparto de actores/actrices (en algunos países, se usa el término inglés casting) es el conjunto de profesionales que ponen en escena una representación de teatro, de ópera, de circo y, desde el siglo XX, también de una obra de cine. En el medio radiofónico, especialmente en América, también se refiere así al cuadro de actores que participa en un serial o radioteatro. Un elenco completo incluye a los equipos de dirección, producción, montaje y demás personal técnico o de servicios.

## Etimología
El término elenco proviene de la voz latina «elenchus», y este del griego «ἔλεγχος» (elenkhos = "argumento", "prueba"), con el significado general de "índice", "relación", "catálogo" o "argumento". En su segunda acepción en el Diccionario de la lengua española, se recoge su uso para referirse a la "nómina de una compañía teatral".